# Coup d'État de 1994 en Gambie

Carte Gambie

Le coup d'État du 22 juillet 1994 en Gambie se solda par l'éviction de Dawda Jawara au pouvoir depuis 1970 au profit du jeune Yahya Jammeh alors âgé de 29 ans, le tout sans effusion de sang.